# Onopordum illyricum

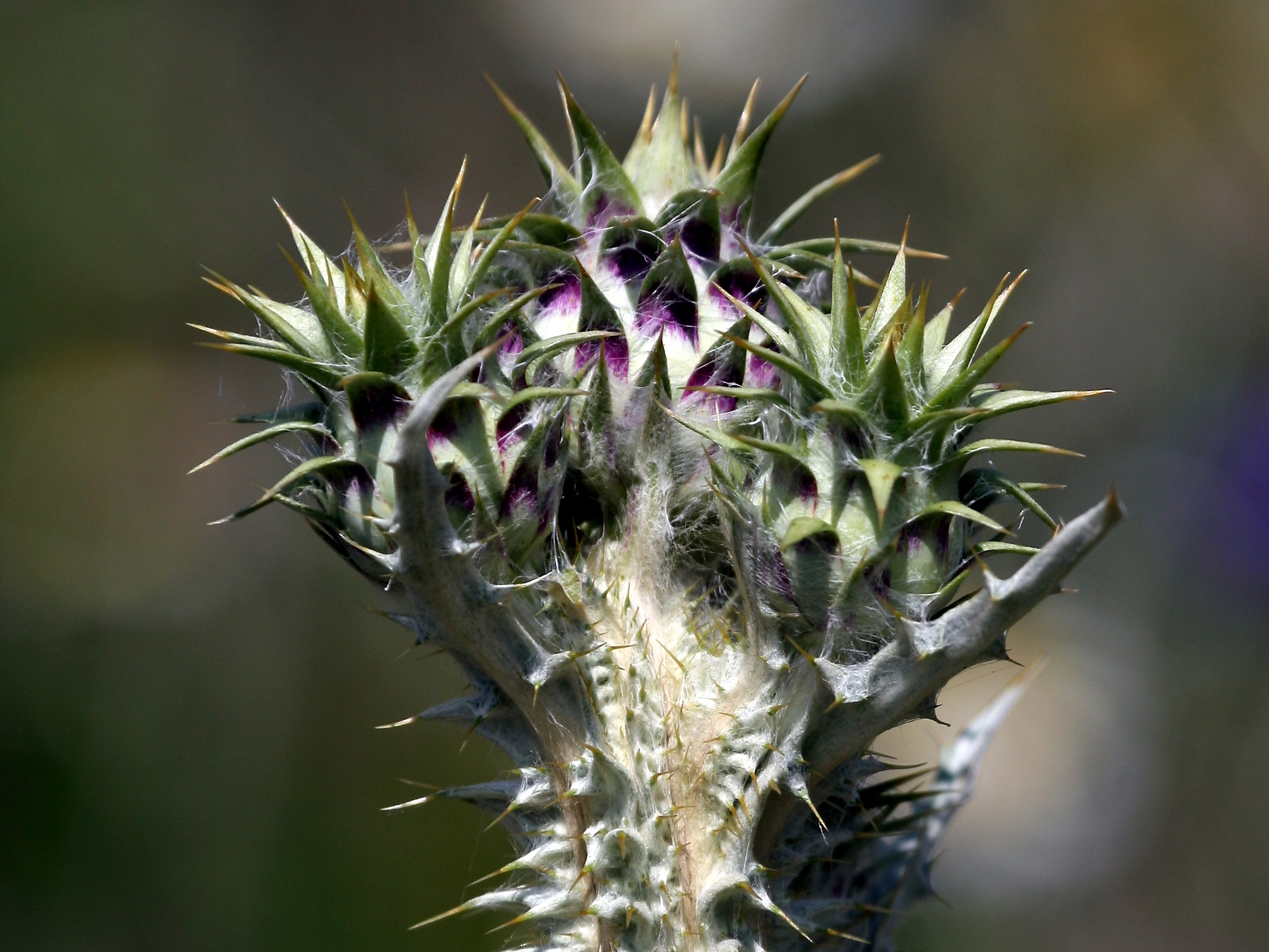
Capítulos en pre-antesis.

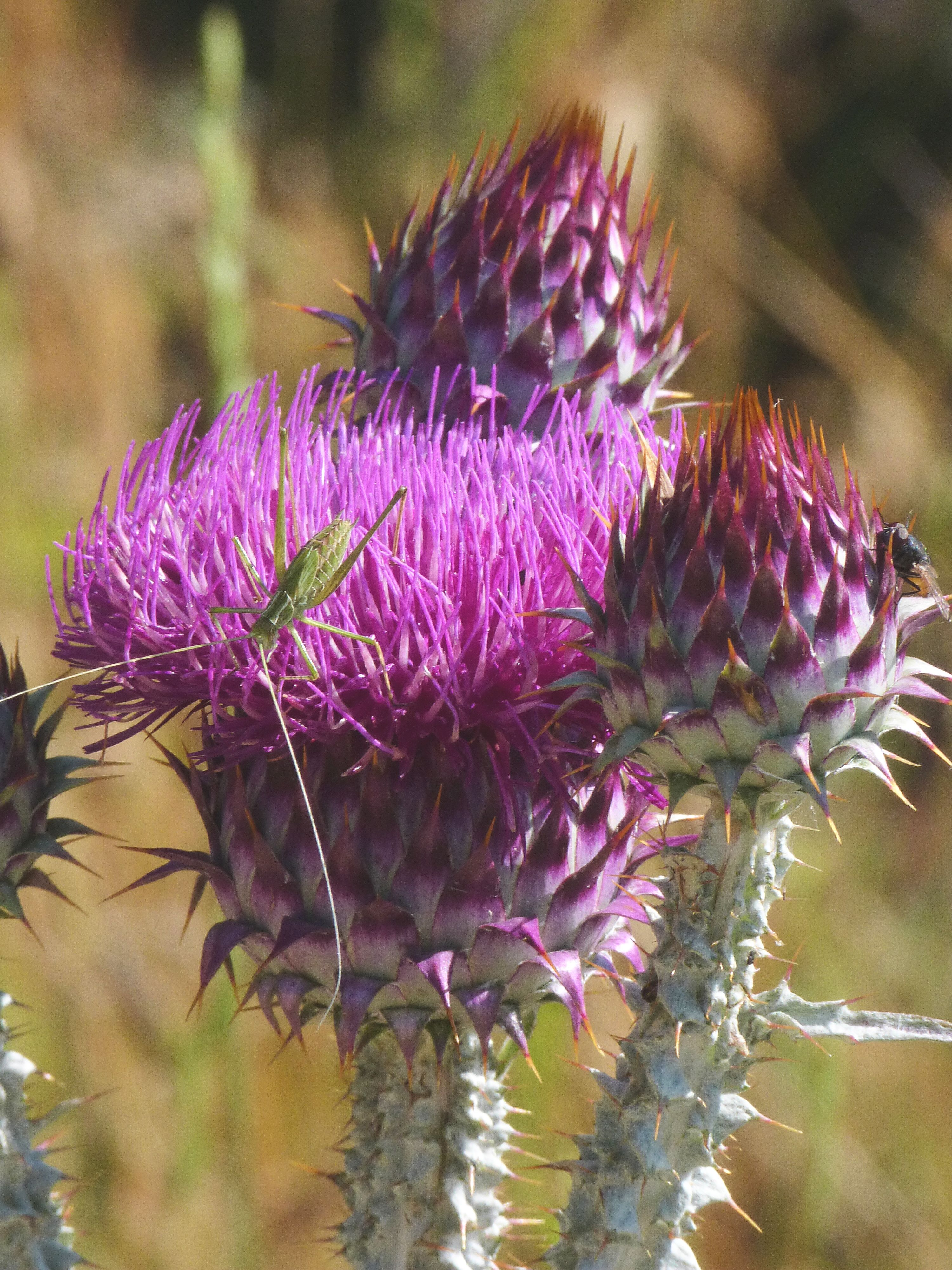
Capítulo en plena antesis.

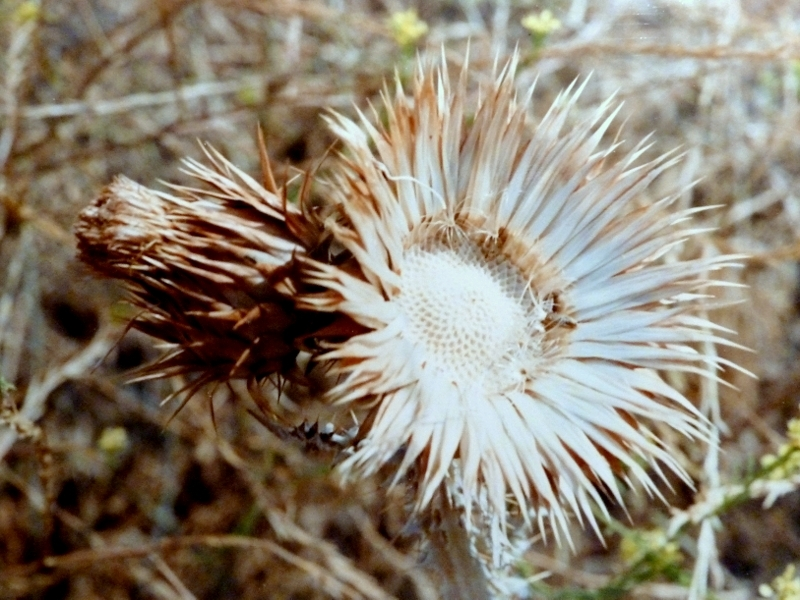
Capítulo post-antesis con el receptáculo alveolado y una cipselas in situ

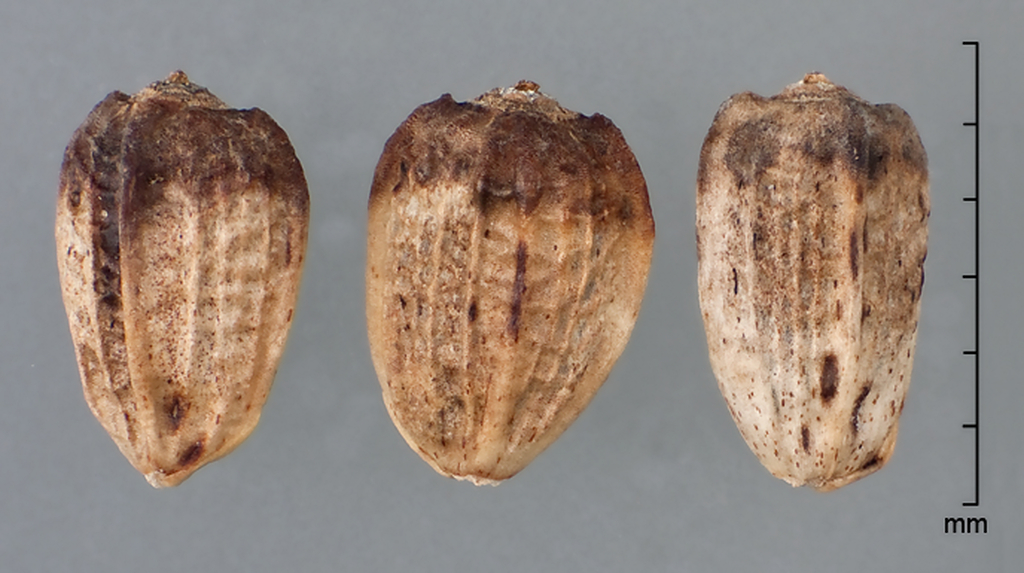
Cipselas sueltas desprovistas de su vilano; hilo con oleosoma.

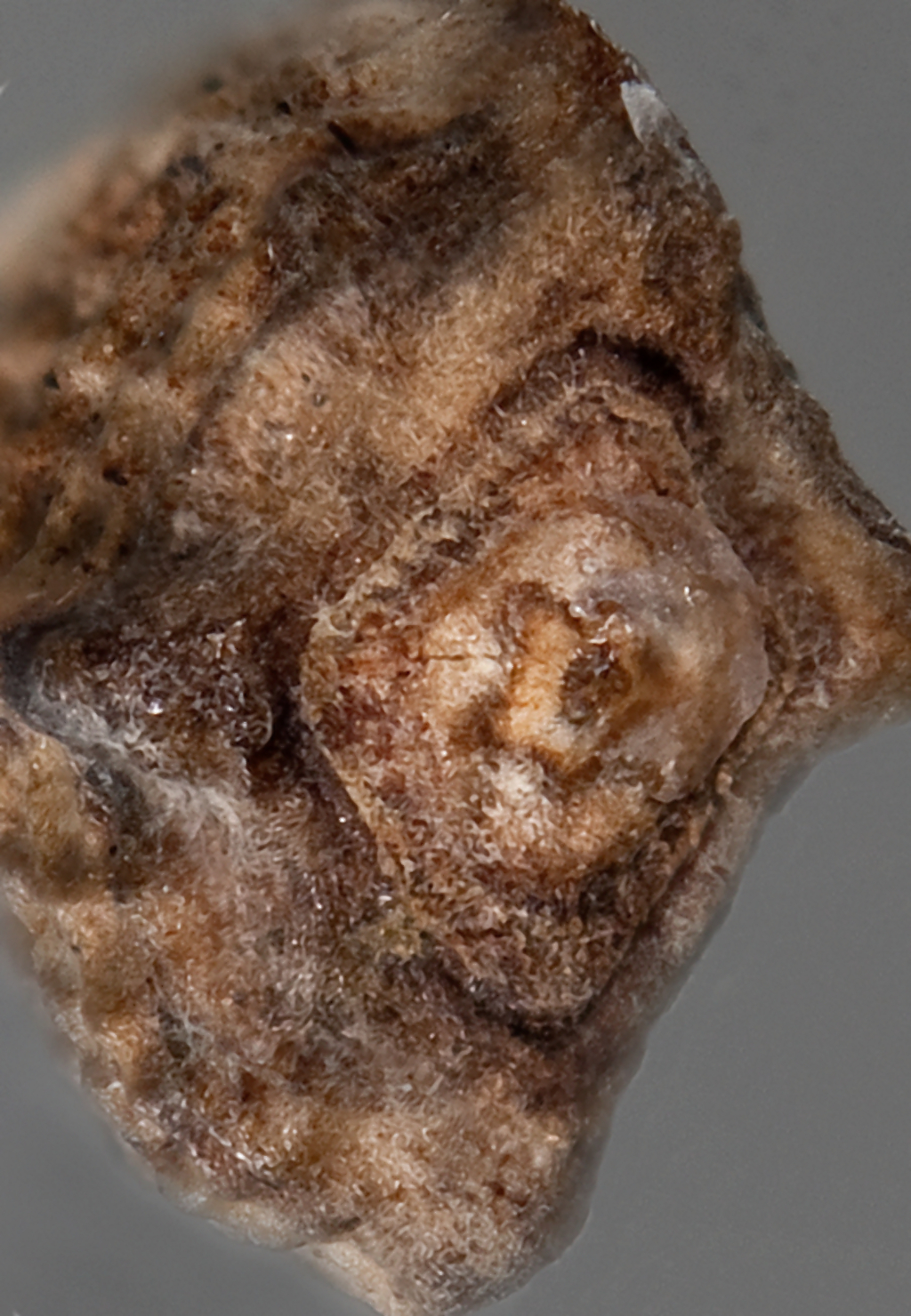
Cipsela: vista cenital con placa apical cuadrangular y nectario central pentalobulado.

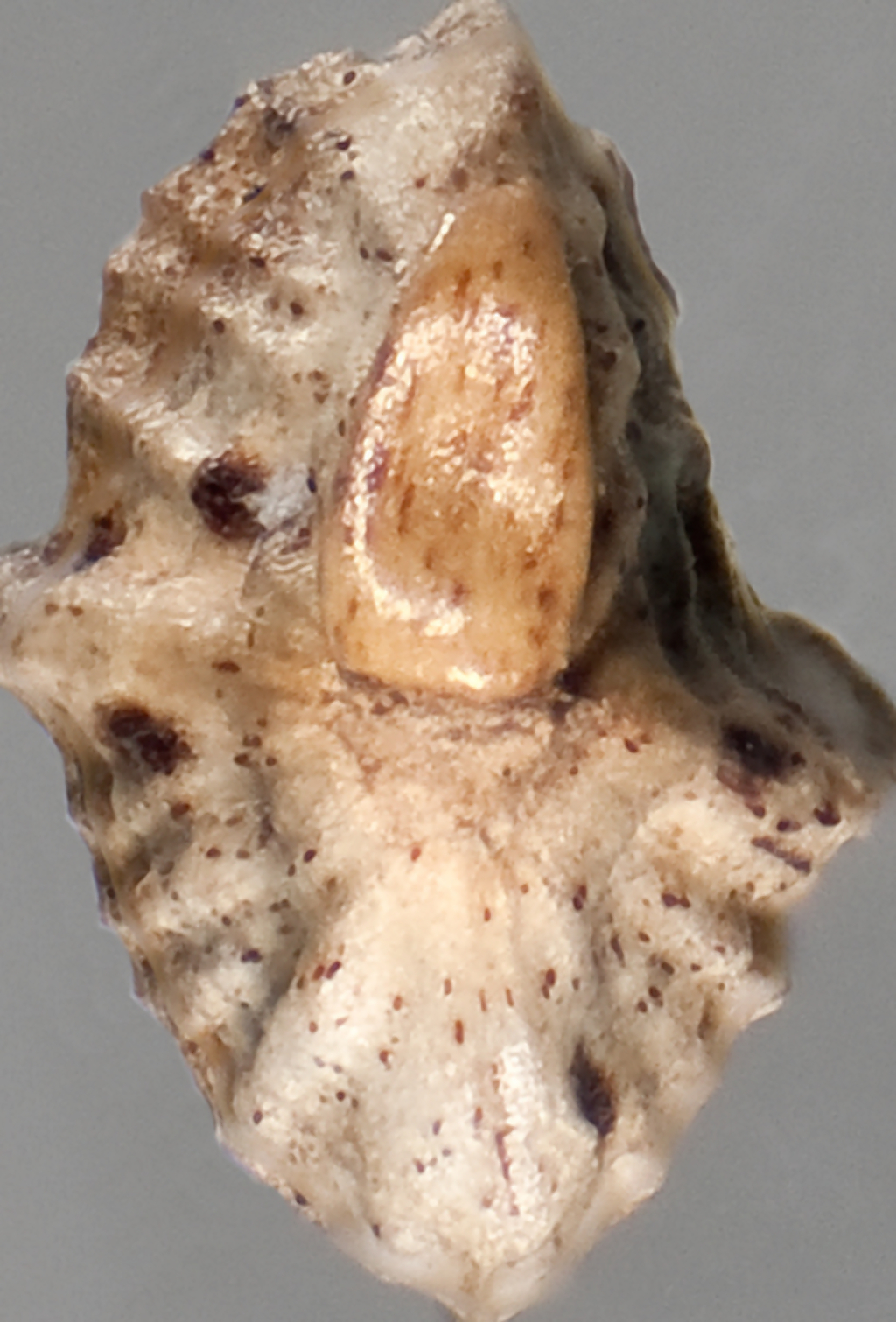
Cipsela: vista basal del hilo carpelar con eleosoma.

Onopordum illyricum, comúnmente cardo borriquero o toba (nombres vernaculares compartidos con otras especies) —entre otros muchos vocablos—, es una especie de planta herbácea del  género Onopordum de la familia de las Compositae.

## Descripción
Es una planta herbácea bienal, usualmente con múltiples tallos con denso indumento araneoso, de una altura de 0,4-2,5 m, erectos y generalmente ramificados desde la base, de sección algo poligonal, longitudinalmente acostillados y alados en toda su longitud, con 6-8 alas de 4-20 mm de anchura, espinosas (espinas de 2-9 mm), y con hojas prácticamente en toda su largo;  hojas que son algo carnosas, sésiles y decurrentes, lanceoladas o elíptico-lanceoladas, pinnitífidas o pinnatipartidas/ pinnatisectas, con lóbulos triangular-lanceolados, con espinas y con indumento araneoso denso que oculta glándulas sésiles; las basales semejantes, sésiles o pecioladas con limbo de 15-45 por 3-20 cm, a veces en roseta basal. Los capítulos, pedunculados, solitarios y terminales u organizados en grupos terminales de 2-7 en inflorescencias racemiformes o corimbiformes,
tienen un involucro de 2,5-6,5 por 3-10 cm, ovoide, ocasionalmente algo araneoso, con brácteas coriáceas, imbricadas y dispuestas en 7-10 series, gradualmente mayores hacia el interior del capítulo, las externas, patentes o reflexas después de la antesis, con  base de margen serrulado y espina de 1,5-5,5 mm, ocasionalmente violetas en la parte superior, glabras o araneosas; las medias, semejantes, pero generalmente rosadas o violetas hacía el ápice, al igual que las internas que se quedan erectas. El receptáculo es plano y alveolado, con bordes de los alvéolos irregularmente dentados. Los flósculos tienen una corola de 3-4 cm de largo, glandulosa en el exterior, con un
tubo blanco y un limbo rosa violáceo, con lóbulos desiguales. Las cipselas, de 4,5-6 por 2-3,5 mm, son obovoides, de sección más o menos cuadrangular, con 4(5) fuertes costillas longitudinales angulares conspicuas y unos cuantos nervios inconspicuos en las caras que, además, son transversalmente arrugadas/onduladas. La placa apical es cuadrangular, de margen entero y con nectario central persistente pentalobulado rodeado del vilano, blanquecino, de 2 filas de pelos escábridos a subplumosos de 11-16 mm con, al menos,  1-2 de ellos más largos (13-19 mm).

## Hábitat
Crece en bordes de caminos, laderas pedregosas, claros de matorrales soleados, etc., generalmente sobre suelos calizos o yesíferos en altitudes comprendidas entre 500 y 1300 m. Florece de mayo a julio.

## Distribución
En el Mediterráneo septentrional (de Portugal hasta el Líbano), incluidas las islas Baleares, Corcega, Sardegna, Sicilia y Creta. Ausente en el Magreb y Malta. Naturalizada en Australia y el Este de Estados Unidos (California)

## Taxonomía
Onopordum illyricum fue descrito por Carlos Linneo y publicado en Species Plantarum, vol. 2, p. 827, 1753.
Etimología
- Onopordum: El nombre genérico proviene del latín ǒnǒpordǒn/ǒnǒpradǒn, derivado del Griego όνόπoρδoν, de όνό «burro» y πορδον «pedo», o sea que «pedo de burro», aludiendo a la supuesta propiedad de la planta de producir ventosidades ruidosas a estos animales cuando se la comen,[5][6] referenciado como tal en Plinio el Viejo, Historia naturalis (27, 110, LXXXVII: "Onopradon cum ederunt, asini crepitus reddere dicuntur.")[7][8] y corroborado por el creador del género («Onopordon est composé des mots Grecs 'όνος', Asne , & 'πέρδω', je pete, parce qu'on prétend que ces Plantes font peter les Asnes qui en mangent»).

- illyricum: epíteto latino  que significa «de Iliria», que corresponde a las actuales Croacia, Serbia, Bosnia, Montenegro y Albania.

Subespecies
- Onopordum illyricum subsp. cardunculus (Boiss.) Franco,1975
- Onopordum illyricum subsp. horridum (Viv.) Franco, 1975

Sinonimia
- Carduus illyricus Baill.
- Onopordum acanthium subsp. illyricum (L.) Bonnier & Layens
- Onopordum arabicum L.
- Onopordum cardunculus (Boiss.) Beauverd
- Onopordum delortii Timb.-Lagr.
- Onopordum elongatum Lam.
- Onopordum illyricum subsp. cardunculus (Boiss.) Arènes
- Onopordum illyricum subsp. eu-illyricum (L.) Arènes
- Onopordum illyricum subsp. horridum auct. hisp.
- Onopordum illyricum subsp. delortii (Timb.-Lagr.) Arènes
- Onopordum spectabile Rouy[9][10]

Híbridos
En algunas localidades de España, la especie se cruza con Onopordum acanthium (O. acanthium × O. illyricum = O. × spinosissimum Gonz. Sierra, Pérez Morales, Penas & Rivas Mart., 1992) y, en el centro de la Península, también con Onopordum nervosum (O. illyricum × O. nervosum = O. × bolivari Pau & Vicioso, 1921).
Citología
Número de cromosomas: 2n=34.

## Nombre común
- Castellano: alcachofas silvestres (2), arrecata, arrecate, cardencha, cardillos, cardo, cardo borriquero (7), cardo borriqueño, cardo burrero, cardo cabeza de turco, cardo de burro, cardo del demonio (3), cardos, cardos borriqueros, cardos toberos, toba (7), tobas. Las cifras entre paréntsis indican la frecuencia del uso del vocablo en España.[10]